# Schlossau (Regen)
Schlossau gehört zur Stadt Regen im Bayerischen Wald. Vor der Gemeindegebietsreform am 1. Januar 1972 war Schlossau ein Teil der Gemeinde Oberneumais.

## Lage
Schlossau liegt an der Ruselstraße (ehemals Bundesstraße 11) zwischen Deggendorf und Regen. Östlich davon fließt die Schlossauer Ohe Richtung Norden in den Schwarzen Regen.

## Geschichte
Zum ersten Mal urkundlich erwähnt wird der Ort „in der Awe aput (recte apud) castrum Weizzenstein“ im Jahr 1242 in einer Urkunde des Klosters Niederaltaich. Nach dem Dreißigjährigen Krieg erbaute Albrecht Sigmund Freiherr von Donnersberg ein barockes Schloss, von dem Michael Wening einen noch heute erhaltenen Kupferstich anfertigte. Dieses Schloss wurde am 16. August 1742 von den Panduren unter dem Kommando von Oberst Franz von der Trenck zerstört.
Im 19. Jahrhundert wechselte der Besitz mehrfach den Eigentümer, darunter auch die Glashüttenfamilien von Hafenbrädl und von Hilz.
Schlossau war bis 1818 eine eigene Hofmark und anschließend bis 1848 ein Patrimonialgericht. Es gehörte zunächst zur gutsherrlichen Gemeinde Reinhartsmais, die 1854 mit der Ruralgemeinde Oberneumais vereinigt wurde. Mit dieser gelangte Schlossau 1972 zur Kreisstadt Regen.
1907 wurde Schlossau von Markus Freiherr von Schnurbein erworben, der 1908 das verfallene Schlossgebäude abreißen ließ. Das Tor der ehemaligen Schlossanlage von 1689 befindet sich heute im Schwaighof in der Nähe von March.
Ab 1975 wird auf dem Areal schrittweise ein Feriendorf erbaut.